# Arnaud Ferreira
Pour les articles homonymes, voir Ferreira.
Pas d'image ? Cliquez ici

a Compétitions nationales et continentales officielles uniquement.

b Matchs officiels uniquement.
Dernière mise à jour le 14 février 2023.
Arnaud Ferreira, né le 5 septembre 1984, est un joueur de rugby à XV portugais. Il joue avec l'équipe du Portugal en 2005, évoluant au poste de deuxième ligne ou troisième ligne (1,92 m pour 103 kg).

## Carrière

### En club
- 2003-2005 : CA Brive
- 2005-2006 : Stade aurillacois
- 2006-2016 : Cahors rugby

Il met un terme à sa carrière sportive en 2016.

### Enéquipe du Portugal
- 1er test match le 4 juin 2005 contre l'équipe de Russie

## Palmarès

### Enéquipe du Portugal
- 3 sélections (en 2005).

### Autres sélections
- International français -18 ans
- International français -19 ans : 
  - 2003 : participation au championnat du monde en France, 4 sélections (Canada, Pays de Galles, Afrique du Sud, Argentine).
  - 7 sélections en 2002-2003.